# لورا بارتون
لورا بارتون (بالإنجليزية: Laura Barton)‏ (1977)؛ صحفية وروائية بريطانية.

## السيرة الذاتية
وُلدت بارتون ونشأت في قرية نيوبورج في لانكشاير وتلقت تعليمها في كلية وينستانلي ودرست للحصول على شهادة في اللغة الإنجليزية في كلية وورسيست أكسفورد وبعد التخرج بدأت الكتابة لصحيفة الجارديان منذ عام 2000م متخصصة حيث كتبت أيضًا لمجلة Q ، The Word ، and Intelligent Life ، وبثت على راديو BBC 4. تتحدث معظم كتاباتها عن موسيقى الروك والبوب وحتى أواخر عام 2011م كتبت عمودًا نصف شهريًا عن الموسيقى في The Guardian's Film and Music ملحقاً بعنوان «حائل، حائل، روك أند رول»